# 兔园策
《兔园策》，又稱《兔园策府》、《兔园册府》、《兔园册》、《兔園冊子》等，是中国古代的一部类书，在唐朝迄五代十國時用作民间私塾學童的启蒙讀本，共30卷，分48个门类:26-27。已佚:26-27。

## 簡介
《兔園策》為唐太宗之子李恽命属下杜嗣先编撰:26-27，也有传为虞世南所写。並以李恽的园林“兔园”將書命名為兔園策:26-27。全书以对偶形式记述古今知识，通俗易懂。元朝以后失传。清朝时在敦煌石窟发现残卷，后失窃。现仅存序文残篇:26-27。

## 軼事
馮道五代十國時历仕多朝，担任大官，但由於馮道質樸鄙俗，故當时的官員、讀書人多瞧不起馮道。後唐時，馮道有一次上早朝，卻頻頻回头看身后的兵部侍郎任赞和刘岳，任赞不解，問劉岳：“道反顧何為？”刘岳回說：“遺下《兔園册》尔。”以此嘲讽冯道没有才学，只能靠《兔园册》上朝应对。冯道知道後大怒，將劉岳貶為秘書監。並留下了遗下兔园的典故:26-27。

## 評價

### 負評
《兔园策》因內容膚淺，故常被輕視，稱之為《兔園冊子》。明末清初學者朱彝尊在《重刊玉篇·序》評價《兔園策》為：“今之塾師，《說文》、《玉篇》皆置不問，兔園冊子專稽於梅氏《字彙》”。中山大學中文系文學教授王季思亦在《集評校注西廂記》評價《兔園策》為：“釋故典處，不免兔園冊子陋學”。